# Combatientes (serie de televisión)
Combatientes es una miniserie ganadora del Concurso Series de Ficción para Productoras con Antecedentes, organizado por el Ministerio de Planificación Federal Inversión Pública y Servicios en conjunto con el INCAA y la Universidad Nacional de San Martín, aborda los últimos combates de la guerra de Malvinas. Es protagonizada por Lucas Ferraro, Lautaro Delgado, Lucas Escariz, Eliseo Barrionuevo, Facundo Livio Mejías, y Ramiro Archain. Su primer capítulo se emitió el 2 de abril de 2013 y su capítulo final (el número 13) se emitió el 25 de abril de 2013. Generalmente se emitió de martes a jueves a las 22:30, por la TV Pública, aunque hubo excepciones y algunos días no se emitió el capítulo correspondiente o se emitieron dos capítulos el mismo día (ver  tabla de Episodios).

## Sinopsis
La acción transcurre antes, durante y después de la guerra, y tiene como eje la historia de Gustavo Rivero, un joven operario de un taller mecánico que es reclutado para pelear en Malvinas y, en los últimos días del conflicto, recibe un balazo en la cabeza que borra de su memoria el episodio más doloroso de su vida.
Cinco años más tarde, una vez recuperado, se propone buscar a sus compañeros para lograr recordar lo que tanto dolor le causa, pero a medida que los encuentra, despiertan también los fantasmas de la guerra que nunca lo abandonaron.
Dividida en 13 episodios, en los cuales se van completando el rompecabezas de la traumática vida de los protagonistas, “Combatientes” fue realizada con el apoyo del Instituto Nacional de Cine y Artes Audiovisuales (INCAA), el Ministerio de Planificación y la Universidad de San Martín.

## Elenco

### Principal
- Lucas Ferraro como Gustavo Rivero
- Lautaro Delgado como Augusto López Cabral
- Lucas Escariz como Carlos Medina
- Eliseo Barrionuevo como Facundo Roggero
- Ramiro Archain como Raúl Saslavsky
- Facundo Livio Mejías como Benito «Chapa» Gutiérrez

### Secundario
- Julia Calvo como Eva Rivero
- Manuel Vicente como jefe de Gustavo
- Mailén González Perrín como Irma
- Darío Levy como capitán Suárez
- Victoria Raposo como Teresa Carreras
- Lili Popovich como Andrea Roggero
- Mónica Lairana como Irene Gutiérrez

### Participaciones
- Jorge Nolasco como coronel Malbrán
- Carolina Sagardoy como Marcela
- Luz Palazón como Adela Medina
- María Soldi como Laura
- Tony Lestingi como Héctor Roggero
- Claudio Da Passano como Ortega
- Marcelo D'Andrea como Ariel Saslavsky
- Elvira Villarino como Elvira Carreras
- Roly Serrano como subcomisario Maure
- Candelaria Cordo como Ana López Cabral

## Recepción
Combatientes la nueva ficción de la "televisión pública" que gira en torno a la guerra de Malvinas tuvo en su primer episodio 1.9 puntos de índice de audiencia. En su segunda emisión hizo 2.6 puntos de índice de audiencia y fue el segundo programa más visto del canal.

## Episodios
| Capítulo | Estreno              |
| -------- | -------------------- |
| N.º 1    | 2 de abril del 2013  |
| N.º 2    | 3 de abril del 2013  |
| N.º 3    | 4 de abril del 2013  |
| N.º 4    | 9 de abril del 2013  |
| N.º 5    | 10 de abril del 2013 |
| N.º 6    | 11 de abril del 2013 |
| N.º 7    | 16 de abril del 2013 |
| N.º 8    | 18 de abril del 2013 |
| N.º 9    | 22 de abril del 2013 |
| N.º 10   | 23 de abril del 2013 |
| N.º 11   | 23 de abril del 2013 |
| N.º 12   | 25 de abril del 2013 |
| N.º 13   | 25 de abril del 2013 |

## Ficha Técnica
- Guion y Dirección: Jerónimo Paz Clemente y Tomás de las Heras.
- Producción General: María Sol Inzillo.
- Producción Ejecutiva: Adrián Kaminker.
- Asistente de Dirección: Diego Fried.
- Jefe de Producción: Federico Peña.
- Dirección de Fotografía: Daniel Mendoza.
- Dirección de Arte: Mariana Ravioli / Diana Orunda.
- Sonido: Juan Pablo Souto.
- Postproducción: Daniel Cruzado / Gustavo Draghi.
- Casting: Victoria Raposo.
- Música Original: Tomás Leonhardt.
- Diseño de Sonido: Faiketen.
- Vestuario: La Polilla.
- Efectos Especiales: Piromanía.